# NGC 4040
NGC 4040 ist eine elliptische Galaxie vom Hubble-Typ E3 mit aktivem Galaxienkern im Sternbild Coma Berenices am Nordsternhimmel. Sie ist schätzungsweise 305 Millionen Lichtjahre von der Milchstraße entfernt und hat einen Durchmesser von etwa 175.000 Lichtjahren.

Im selben Himmelsareal befinden sich die Galaxien NGC 4048, NGC 4049, NGC 4064.
Das Objekt wurde am 30. März 1887 von dem Astronomen Lewis Swift entdeckt.